# 程普
程 普（てい ふ）は、中国後漢末期の武将。字は徳謀（とくぼう）。幽州右北平郡土垠県の人。子は程咨。呉の基礎を築いた武将の一人である。『三国志』呉志に伝がある。

## 経歴
州郡の役人を務めた。風貌が優れ、先を見通す力もあり、人との応対も巧みにこなした。孫堅配下となり、黄巾党と宛や鄧の地で戦った。また、孫堅が董卓討伐のために出陣すると、孫堅に従い陽人の戦いに参加し、胡軫・呂布・華雄が指揮を執る董卓軍を破った。この間、城攻めや野戦に多く参加したため、体のあちこちに傷を負った。
孫堅死後、孫策に従い寿春に赴き、袁術の部将として働く孫策に従い、廬江攻撃に従軍した。孫策が江東に渡り劉繇を攻撃すると、それに同行した。孫策が横江・当利の張英と于糜を破り、秣陵・湖熟・句容・曲阿を次々に落とし劉繇を追放した時、程普はこれらの戦いで功績を挙げ、兵2000人と馬50匹を与えられた。孫策が烏程・石木・波門・陵伝・余杭を次々に攻め取ると、程普はここでも大きな手柄を立てた。
孫策は会稽を手中にすると、程普を呉郡都尉に任命し、銭唐に役所を置かせ職務に当たらせた。後に程普は丹陽の都尉に転任し、石城に居住した。宣城・涇・安呉・陵陽・春穀の反乱者を討伐し、これを破った。
孫策が、丹陽郡の宗部一揆の首領の祖郎の大軍に囲まれた時、程普ともう一人の騎兵とで敵の包囲網に大声をあげて突撃をかけると、包囲網に穴が開き孫策は脱出することが出来た。後に盪寇中郎将の官を与えられ、零陵太守の地位も得た。
袁術の死後、旧袁術軍を吸収していた劉勲を尋陽に討伐した。また、孫堅の仇であった江夏の黄祖討伐にも従軍し、沙羡で黄祖を攻撃している。帰還後は軍を石城に置いた。『呉録』には、黄祖討伐の時に孫策が上奏した文が掲載されており、領零陵太守・行盪寇中郎将として程普もそこに名が連ねられている（同じ孫堅の代からの将である黄蓋や韓当の名もあるが、校尉止まりの官職である）。
建安5年（200年）、孫策の死後に後継者である孫権に従った。程普は張昭達と団結し、若い当主を支えた。また三つの郡のうち、孫家に従わない地域の平定に赴くなど、政権の安定に尽力した。孫権の江夏征伐に従軍し、豫章郡で別働隊の指揮を執り、分かれて楽安を討伐した。楽安が平定されると、太史慈に代わって海昏の守備についた。
建安13年（208年）、左右の部督として周瑜と共に、烏林において曹操軍を敗退させた（赤壁の戦い）。さらに南郡の曹仁も敗走させた。この功績で、裨将軍・江夏太守となり、沙羡に役所を置いた。さらに4つの県を奉邑として与えられることになった。
周瑜が早世した後に南郡太守となったが、後に劉備との間で荊州分割の協議がなされると、程普は江夏に戻った。盪寇将軍に任じられた後に死去している。『呉書』では、程普が反逆者を数百人処刑したとき、自らを火中に飛び込ませるという方法をとったため、癩病にかかり数百日後に死去したとある。
死亡時期は不明だが、孫皎が兄の孫瑜（215年没）の存命中に程普の後を引き継ぎ、夏口を守備したという記録があり（「宗室伝」）、また蔣欽が濡須督となったときに盪寇将軍に任命されている（「蔣欽伝」）ので、それより前だと思われる。
また、あるとき孫権は周瑜と同様に程普の死を悼み、もし周瑜と程普が勝手に部曲を保有していたとしても一切問題にしてはならない、という布告を下したとある（「周瑜伝」）。
後に歩騭は、荊州の統治に励んだ人物の一人として程普の名を挙げている（「歩騭伝」）。

## 逸聞
- 孫家に最も古くから仕えていた古参の武将であり、その中でも程普が最年長であったことから、他の武将から「程公」と呼ばれ尊敬された。気前がよく他人に施しをよくし、士人とも親しく交わったという。若くして台頭してきた周瑜とは折り合いが悪かったが、周瑜は決して反発せず、身を低くして謙虚な態度を保った。後に周瑜の人柄と能力を認め敬服するようになったという。程普は「周公瑾と交わっていると、芳醇な美酒を飲んだように自分が酔ってしまったことに気がつかない」と述べた（「周瑜伝」が引く『江表伝』）。

- 赤壁大戦の前夜、程普が周瑜の命により瑞昌に駐留していた時、赤烏が現れ千百の群れで陣中を飛び回ったという。程普は「赤烏の瑞祥には武昌に降りる」と予言した。結果的に程普の予言通り曹操は周瑜に大敗した（『瑞昌県誌』・『九江府誌』）。

## 三国志演義
小説『三国志演義』では、反董卓連合軍に参加した孫堅配下の勇猛な武人として黄蓋・韓当・祖茂と共に登場し、「鉄脊蛇矛」という矛を愛用としている。華雄との戦いでは、華雄の副将である胡軫を一騎討ちで討ち取る一方で、孫堅の参謀的な役割も務め、伝国璽を発見した孫堅に対し、それを持ち帰り帰国して大計を成すべきだと唆している。孫堅と袁紹が対立したときは、黄蓋・韓当と共に袁紹軍の顔良・文醜と対峙する。朱治や呂範のすすめで孫策が挙兵したときは、挙兵の知らせを聞きつけ、黄蓋達と共に孫策の軍に加わっている。また劉繇との戦いでは太史慈と一騎討ちをして引き分けている。孫権時代の黄祖との戦いでは、孫堅の仇を討つため逃亡する黄祖を追い、同じく黄祖の首を狙って動いていた甘寧と共に、その首級を挙げることに成功する。赤壁の戦いと南郡の戦いでは正史同様の活躍であり、病をおして血気に逸ろうとする周瑜の宥め役に回っている。